# Alex Güity
Alex Naid Güity Barrios (ur. 20 września 1997 w Tegucigalpie) – honduraski piłkarz występujący na pozycji bramkarza, reprezentant Hondurasu, od 2019 roku zawodnik Olimpii.
Jego brat Ricardo Barrios również jest piłkarzem.